# Here's to the Heroes

Here's to the Heroes est le titre de 2006 de The Ten Tenors.  La moitié des chansons sur ce titre était écrite par les compositeurs britanniques John Barry et Don Black.

## Liste des pistes
1. Just to see each other again
2. Here's to the Heroes
3. Buongiorno Principessa
4. There'll come a day
5. We have all the time in the world
6. Places
7. Les Choristes
8. You only live twice
9. Tick all the days off one by one
10. Somewhere in time (Words without meaning)
11. Who wants to live forever?
12. Gladiator suite: Now we are free; Il gladiatore

## DVD
Il y a aussi un DVD (avec le même titre) tournée en août 2006 au Deutsches Schauspielehaus Hamburg du tour Here’s to the Heroes, contenant les pistes du CD et en plus les autres chansons d’opéra et de pop et rock.
Liste des pistes
1. Here's to the Heroes (du film Danse avec les loups)
2. You Only Live Twice (James Bond)
3. Buongiorno Principessa (du film italien La vie est belle di Roberto Benigni)
4. Largo Al Factotum
5. Vesti La Guibba
6. Au Fond du Temple Saint (Les Pêcheurs de perles par Bizet)
7. There'll Come a Day
8. We Have All The Time In The World
9. Vois Sur Ton Chemin (Les Choristes)
10. Il Gladiatore (du film Gladiator)
11. Just To See Each Other Again
12. Places
13. Tick All The Days Off One By One
14. Who Wants To Live Forever (par Queen)
15. Bohemian Rhapsody
16. In My Life (par The Beatles)
17. Nessun Dorma (Turandot par Puccini)
18. Now We Are Free (du film Gladiator)
19. The Boxer (Simon et Garfunkel)
20. Australian Folk Song Medley
21. Bee Gees Medley